# Epilucina californica
Epilucina californica är en musselart som först beskrevs av Conrad 1837.  Epilucina californica ingår i släktet Epilucina och familjen Lucinidae. Inga underarter finns listade i Catalogue of Life.